# Букреївка (Щигровський район)
Букреївка (рос. Букреевка) — присілок в Щигровському районі Курської області Російської Федерації.
Населення становить 2 особи. Входить до складу муніципального утворення Теребузька сільрада.

## Історія
Населений пункт розташований на території українського етнічного та культурного краю Східна Слобожанщина.
Від 2004 року входить до складу муніципального утворення Теребузька сільрада.

## Населення
| 2002 | 2010 |
| ---- | ---- |
| 21   | ↘2   |